# Новиков, Василий Сергеевич
Василий Сергеевич Новиков (9 [22] марта 1914, Весёлые Терны, Екатеринославская губерния — 28 марта 1945, Тбилиси) — капитан Рабоче-крестьянской Красной армии, участник Великой Отечественной войны, Герой Советского Союза (1944).

## Биография
Родился 9 (22) марта 1914 года в селе Весёлые Терны (ныне — в черте города Кривой Рог) в семье рабочего. Русский. Рано остался без родителей, рос в детском доме в Симферополе. После окончания семи классов школы и сельскохозяйственной школы работал агрономом в совхозе имени В. П. Чкалова в Бахчисарайском районе Крымской области. Член ВКП(б) с 1940 года.
Великую Отечественную войну встретил в одном из молдавских совхозов, куда был направлен в апреле 1941 года для оказания помощи. С началом Великой Отечественной войны — на её фронтах. В боях два раза был тяжело ранен.
К сентябрю 1943 года гвардии старший лейтенант Василий Новиков командовал ротой 184-го гвардейского стрелкового полка 62-й гвардейской стрелковой дивизии 37-й армии Степного фронта. Отличился во время битвы за Днепр. 28 сентября 1943 года рота под командованием Василия Новикова первой переправилась через Днепр в районе села Мишурин Рог Верхнеднепровского района Днепропетровской области Украинской ССР и захватила плацдарм на его западном берегу, после чего четыре дня удерживала его, отразив большое количество немецких контратак.
Указом Президиума Верховного Совета СССР «О присвоении звания Героя Советского Союза генералам, офицерскому, сержантскому и рядовому составу Красной Армии» от 22 февраля 1944 года за «образцовое выполнение боевых заданий командования при форсировании реки Днепр, развитие боевых успехов на правом берегу реки и проявленные при этом отвагу и геройство» был удостоен высокого звания Героя Советского Союза с вручением ордена Ленина и медали «Золотая Звезда» за номером 4116.
28 марта 1945 года скончался от полученных в боях ранений в тыловом госпитале в Тбилиси. Похоронен на Воинском кладбище Симферополя.

## Награды
- медаль «Золотая Звезда» (22.02.1944, № 4116)[1];
- дважды орден Ленина (20.12.1943[3], 22.02.1944).

## Память
- Имя на Стеле Героев в Кривом Роге;
- С 1966 года именем названа улица в Симферополе;
- В городе Великие Луки одна из улиц носит имя Васи Новикова;
- Бюст в Почтовом.